# Лужница (област)
Лужница је област у сливу реке Лужнице по којој је и добила име. Налази се на југоистоку Србије и обухвата делове општине Бабушница и два села општине Бела Паланка у Пиротском округу.
Рељеф је планински и дисециран долинама већег броја мањих токова. На више места развијен је процес ерозије. Лужничка котлина има надморску висину 470 – 520 m. Ову област окружује Сува планина на западу, планина Руј на југу и Влашка планина на североистоку. Основна делатност у Лужничком крају је земљорадња али овај микрорегион спада у неразвијена подручја. Привредна средишта су: Бабушница и Љуберађа.
Због тешких услова живота и привређивања задњих година је изразито исељавање становништва у друге крајеве Србије.
Један од Лужничких специјалитета је Вурда који се у скорије време продаје индустријски пакован као Лужнички „крем сир са паприком“.
У Лужничком крају је пописом становништва из 2011. године забележен највећи пад броја становника у Србији.

## Подела
Иако Лужница није тачно административно обележена издвајају се два дела "Горња лужница" и "Доња Лужница" а "припадност" Лужници углавном постоји по предању народа па се свако ко води порекло из Лужнице у жаргону изјашњава: "Ја сам из Лужни'цу".
Насеља која припадају Лужничкој котлини:
Општина Бабушница:
- Бабушница,
- Богдановац,
- Братишевац
- Брестов Дол
- Војници,
- Горње Крњино,
- Горњи Стрижевац,
- Горчинци,
- Грнчар,
- Дол,
- Доње Крњино,
- Доњи Стрижевац,
- Дучевац,
- Драгинац,
- Извор,
- Калуђерево,
- Камбелевци,
- Кијевац,
- Линово,
- Љуберађа,
- Модра Стена,
- Проваљеник,
- Радошевац,
- Ресник,
- Стол,
- Сурачево,

Општина Бела Паланка:
- Бежиште
- Шљивовик

## Положај
Лужница се налази на средокраћи између Пирота и Власотинца. Општински центар је Бабушница. Она има око 5000 становника, а цела општина нешто више од 15 хиљада становника. Општина Бабушница граничи се са општинама: Пирот, Бела Паланка, Гаџин Хан, Власотинце, Црна Трава и Димитровград, а са источне стране, у дужини од 18 км, са суседном државом Бугарском. Њена површина је 532 km². Има 53 насеља. За пола века (од 1950. до 2000. године) број становника у овој општини се преполовио. Највише због миграције становништва из лужничких села у градове широм Србије (Београд, Обреновац, Алексинац, Зајечар, Ниш...), али и због “беле куге", која је захватила и Лужницу. У лужничким селима данас су, углавном, старачка домаћинства и - нежење, који су већ зашли у пету деценију живота.

## Историја
O прошлости Лужнице скоро да нема записа. Зна се да је у Лужници било Турака и хајдучије. O томе сведоче називи места (Идризова чесма, Кула, Кржалијско, Сулејманово...), али и предања. Зна се да је војводу Степу Степановића у Бабушници, пред кафаном “Црни врх" затекла вест о објави рата од стране Аустро–Угарске Краљевини Србији. Зна се да је војвода Мишић ноћио у кули од камена у Горњем Крњину. Зна се да је Александар I Карађорђевић боравио у Лужници. У селима Студена и Велико Боњинце сачувани су споменици подигнути њему у част. Бабушница је ослобођена од Турака 1878. године. Прва школа у Лужници је отворена у селу Драгинцу 1840. године.
У пећини између Големог и Малог Стола пронађена статуа римског императора Константина, која је, међутим, нестала.

## Становништво
O пореклу Лужничана нема поузданих података. На основну народних предања, поред староседелаца, у Лужници има досељеника из: Знепоља (Бугарска), са Космета, из Северне Македоније и других делова Србије. Досељеници су били, углавном, бегунци од турског зулума. Иако са разних страна, време је учинило да Лужничани постоје као јединствен народ, претежно српске националности и православне вероисповести. вероисповести. Између већинског српског становништва и мањинског бугарског становништва није било проблема али само док влада мир. У ратовима, посебно Првом и Другом светском рату, било је озбиљних проблема јер су бугарски окупатори увек били упорни у доказивању да су Лужничани Бугари.

## Економија
Главна економска активност у региону заснива се на пољопривреди. Овај микрорегион је, међутим, једно од неразвијенијих подручја Србије. Привредни центри су Бабушница и Љуберађа. Тешки услови живота и економија последњих година довели су до емиграције у друге делове земље.

## Култура

### Дијалект
У Лужници се говори призренско-тимочким дијалектом. Лужнички поддијалекат има неке особености, као што је чинити уместо бојити (источнословенска иновација).
Поддијалекат се сматра једним од најстаријих, можда чак и најстаријих сачуваних, у српском језику („културни прозор у античко доба“). Говорницима српског језика који нису из Лужничког краја, то је готово неразумљиво. Са осталим регионалним дијалектима истраживао га је Александар Белић, који је 1905. године објавио “Дијалекти источне и јужне Србије”, што је означило почетак научне дијалектологије у Србији. Речник лужничког говора, који садржи 40.000 речи, објавио је 2019. године Љубисав Ћирић. Многе речи припадају различитим, локално специфичним и значајним лексичким групама (говор пастира, говор воденичара и др.). У фонетској библиотеци Филолошког факултета Универзитета у Београду чувају се снимци народних говора који су сакупљени за 10 година приликом састављања речника.
Дијалекат је задржао архаичне облике, из периода када старословенски прелази у савремени српски језик. Већина гласовних промена данас карактеристичних за српски језик, у то време још увек није наступила (као палатализација или јотовање). Неки гласови немају одговарајућа слова у савременом српском писму, које је Вук Караџић у 19. веку у потпуности прилагодио савременом језику. Неке од карактеристика које се у великој мери разликују од савременог језика укључују вокал Л (стандард дозвољава само праве вокале А, Е, И, О и У, а понекад и Р), звук ДЗ и честу употребу полугласника, који у остатку језика замењени су гласом А током процеса вокализације полугласника од 14. века. Стандардни српски језик има 7 граматичких падежа, док лужнички дијалект има само 3: први - номинатив, четврти - акузатив, пети - вокатив. За остале случајеве уместо њих се користе прилози.
Са брзим опадањем становништва и школовањем у којем се људи уче званичним стандардом језика, нестаје и дијалекат. До касних 2010-их, само најстарији становници у региону и даље су говорили.

### Традиције
На свадбама у лужничком и нишавском крају, када сватови оду по младу, чауш (мајстор, забављач) „почиње да виче и маше сабљом“.
Забележено је 1958. године да у лужничком и нишавском крају, дан после црквених празника Светог Димитрија, Архангела Михаила и Светог Николе, празници, се стока оставља да се одмори, а рад се обуставља, од страха да се стока не разболети (звано жабица).

### Музика
Традиционална музика у региону су гусле и епска поезија. Године 1910. примећено је да је употреба гусала смањена у односу на тридесет година раније када је „била омиљена у народу“.

### Одећа
Почетком 20. века жене су носиле беле мараме или свилене мараме, док су старије жене носиле окићен црвени бајз.

### Кухиња
Локални специјалитет је Лужничка вурда, кремасти сир са паприком.

### Споменици
Локална црква подигнута је 1873. године, а из истог периода датирају и најстарије сачуване брвнаре

## Галерија
- Доњи Стрижевац
- Доње Крњино поглед са брда
- Поглед са брда Шанац на део Лужнице и Суву планину
- Стене недалеко од села Грнчар
- Поглед на Столски камен из Лужничке котлине
- Поглед на Горчинце и мост прекоЛужнице
- Погледна реку и котлину где с налази Љуберађа

- Етно мотив из села Доње Крњино
- Етно соба и кревет из седамдесетих година 20. века Винко Димитријевић (сликар)
- Пегла, џезва и стари сат, етномотиви из Села Драгинац